# Список астрономических инструментов России
В данной таблице представлены основные астрономические инструменты, которые используются в советских/российских исследованиях.
| Аббревиатура                          | Полное название                                                                           | Производитель                                                  | Оптическая система                                                                            | Диаметр апертуры (мм)                                  | Фокусное расстояние (мм)                     | Обсерватории в которых установлен инструмент |
| ------------------------------------- | ----------------------------------------------------------------------------------------- | -------------------------------------------------------------- | --------------------------------------------------------------------------------------------- | ------------------------------------------------------ | -------------------------------------------- | --- |
| 26" рефрактор                         | 26-дюймовый рефрактор                                                                     | Carl Zeiss                                                     | Рефрактор                                                                                     | 650                                                    | 10413                                        | ГАО РАН |
| ДНА                                   | Двойной Нормальный Астрограф                                                              | братья Анри, Париж, 1885                                       | Рефрактор                                                                                     | 330                                                    | 3467                                         | ГАО РАН |
| Сатурн                                | зеркальный телескоп Сатурн                                                                | КОМЗ                                                           | Рефлектор                                                                                     | 1025                                                   | 4000                                         | ГАО РАН |
| АВР-1                                 | Астрономический визуальный рефрактор 1                                                    | ЛОМО                                                           | Рефрактор                                                                                     | 200                                                    | 3000                                         | ГАИШ |
| АВР-2                                 | Астрономический визуальный рефрактор 2                                                    |                                                                | Рефрактор                                                                                     | 200                                                    | 2800                                         | ГАО НАНУ, Ужгородская АО, АО ЮФУ, АО Физ-фака МПГУ |
| АВР-3                                 | Астрономический визуальный рефрактор 3                                                    | КОМЗ                                                           | Рефрактор                                                                                     | 130                                                    | 1950                                         | Обсерватория МГДДЮТ, ГАИШ, ДтДМ г.Твери, Минский планетарий Обсерватория НГПУ им.К.Минина |
| АДУ-1000                              | «Плутон»                                                                                  |                                                                | Радиотелескоп, Рефлектор                                                                      | 8× 16000                                               |                                              | ЦДКС |
| АЗТ-1                                 | Астрономический Зеркальный Телескоп 1                                                     |                                                                | Камера Шмидта                                                                                 | 530                                                    | 1800                                         | Бюраканская АО |
| АЗТ-2                                 | Астрономический Зеркальный Телескоп 2                                                     | ЛОМО                                                           | Рефлектор параболический                                                                      | 700                                                    | 3150 и 10500                                 | ГАО НАНУ, ГАИШ |
| АЗТ-3                                 | Астрономический Зеркальный Телескоп 3                                                     |                                                                | Рефлектор                                                                                     | 457                                                    | 2030                                         | Коуровская АО, Бюраканская АО, набл. станция ОНУ «Маяки» |
| АЗТ-5                                 | Астрономический Зеркальный Телескоп 5                                                     |                                                                | Менисковый телескоп                                                                           | 500                                                    | 2000                                         | Крымская лаборатория ГАИШ |
| АЗТ-6                                 | Астрономический Зеркальный Телескоп 6                                                     |                                                                | Менисковый телескоп                                                                           | 250                                                    | 950                                          | ГАИШ |
| АЗТ-7                                 | Астрономический Зеркальный Телескоп 7                                                     | ЛОМО                                                           | Менисковый кассегрен                                                                          | 200                                                    | 2000                                         | НБО, ГАИШ |
| АЗТ-8                                 | Астрономический Зеркальный Телескоп 8                                                     | ЛОМО                                                           | рефлектор параболический                                                                      | 700                                                    | 3150                                         | ЦДКС, Киевская кометная станция, Шемахинская обсерватория, КРАО, АО Каменское плато. |
| АЗТ-9,                                | Астрономический Зеркальный Телескоп 9                                                     |                                                                | Менисковый телескоп                                                                           | 140                                                    | 1985                                         | АО Ярославского государственного педагогического университета |
| АЗТ-10                                | Астрономический Зеркальный Телескоп 10                                                    | ЛОМО                                                           | Камера Шмидта                                                                                 | 1020/1350                                              | 2130                                         | Бюраканская АО |
| АЗТ-11                                | Астрономический Зеркальный Телескоп 11                                                    | ЛОМО                                                           | Фотоэлектрический рефлектор                                                                   | 1250                                                   | 16250                                        | КРАО |
| АЗТ-12                                | Астрономический Зеркальный Телескоп 12                                                    | ЛОМО                                                           | Рефлектор параболический                                                                      | 1500                                                   | 5270                                         | Обсерватория Тарту |
| АЗТ-14                                | Астрономический Зеркальный Телескоп 14                                                    | ЛОМО                                                           | Рефлектор параболический                                                                      | 480                                                    | 7715                                         | АО им. Энгельгардта, Бюраканская АО, АО Львовского Университета, Крымская лаборатория ГАИШ, Киевская кометная станция, Таллинская АО, Кишинёвский дом пионеров (разрушен во время перестройки), Тянь-Шаньская АО — 2 телескопа.                                                        |
| АЗТ-15                                | Астрономический Зеркальный Телескоп 15                                                    |                                                                | Камера Шмидта                                                                                 | 900                                                    | 2123                                         | Шемахинская АО |
| АЗТ-16                                | Астрономический Зеркальный Телескоп 16                                                    | ЛОМО                                                           | Двухменисковый телескоп Максутова                                                             | 700/900                                                | 2076                                         | Астрономическая станция Серро-Эль-Робле ГАО АН СССР в Чили |
| АЗТ-20                                | Астрономический Зеркальный Телескоп 20                                                    | ЛОМО                                                           | Рефлектор параболический                                                                      | 1500                                                   | 5270                                         | АО Тыравере (Тарту), АО Ассы-Тургень (доделан в 2012—2018, работает с 2019 г. в главном фокусе), АО Майданак (только купола построены) |
| АЗТ-22                                | Астрономический Зеркальный Телескоп 22                                                    | ЛОМО                                                           | Рефлектор Ричи — Кретьена                                                                     | 1500                                                   | 4500, 11500                                  | АО Майданак |
| АЗТ-24                                | Астрономический Зеркальный Телескоп 24                                                    | ЛОМО,                                                          | ИК-рефлектор Ричи — Кретьена                                                                  | 1100                                                   | 7970                                         | Станция ГАО РАН обсерватории Кампо-Императоре, |
| АЗТ-27                                | Астрономический Зеркальный Телескоп 27                                                    | ЛОМО                                                           |                                                                                               | 500                                                    |                                              | Хельсинки |
| АЗТ-28 или АЗТ-28М (сдвоенный АЗТ-27) | Астрономический Зеркальный Телескоп 28 («Большая сажень», сдвоенный телескоп)             | ЛОМО                                                           | Лазерный дальномер (Кассегрен?) и излучатель                                                  | 2×500                                                  |                                              | ЦДКС, Комсомольск-на-Амуре, Полигон Сары-Шаган (Казахстан) не работает с 2015, Дунаевцы (Западная Украина) |
| АЗТ-33ИК                              | Астрономический Зеркальный Телескоп 33 ИнфраКрасный                                       | ЛОМО                                                           | Рефлектор Ричи — Кретьена                                                                     | 1600                                                   | 30000                                        | Саянская обсерватория ИСЗФ СО РАН (Монды) |
| АПМ-1                                 |                                                                                           |                                                                | Пассажный инструмент                                                                          | 100                                                    | 1000                                         | Харьковская обсерватория |
| АПМ-2 или ЗТЛ-180                     | Зенитный телескоп линзовый-180                                                            | ЛОМО, Шапошников, Владимир Григорьевич                         | Зенит-телескоп с фоторегистрацией отсчётов уровней и микрометров                              | 180                                                    | 2360                                         | АО им. Энгельгардта , Крымская лаборатория ГАИШ (КРАО), ГАО РАН, Полтавская обсерватория, Китабская широтная станция, ГАИШ, Благовещенская широтная станция |
| АПМ-3                                 |                                                                                           |                                                                | Зенитный телескоп, Фотографическая зенитная труба                                             | 250                                                    | 4000                                         | ГАИШ, Китабская широтная станция |
| АПМ-4                                 |                                                                                           | ЛОМО                                                           | Меридианный круг с фоторегистрацией отсчётов кругов                                           | 180                                                    | 2500                                         | ГАИШ |
| АПМ-10                                |                                                                                           | ЛОМО                                                           | Пассажный инструмент                                                                          | 100                                                    | 1000                                         | ГАИШ |
| АПШ-4                                 |                                                                                           |                                                                | Параллактическая монтировка (штатив)                                                          |                                                        |                                              | Набл. станция ОНУ «Крыжановка» |
| АПШ-5                                 |                                                                                           |                                                                | Параллактическая монтировка (штатив), на нём стоит АФР-2                                      |                                                        |                                              | Кисловодская ГАС ГАО |
| АПШ-6                                 |                                                                                           |                                                                | Параллактическая монтировка (штатив)                                                          |                                                        |                                              | УАФО ДВО РАН, АО им. Энгельгардта, Набл. станция ОНУ «Маяки» |
| АС-11                                 |                                                                                           |                                                                | Двойной метеорный патруль с 4-мя камерами 100/250                                             | 100                                                    | 250                                          | Набл. станция ОНУ «Крыжановка» |
| АС-31                                 |                                                                                           | Иоаннисиани, Баграт Константинович                             | бесщелевой менисковый дифракционно-линзовый спектрограф                                       |                                                        |                                              | неизвестно |
| АС-32                                 |                                                                                           | Иоаннисиани Б. К., Максутов Д. Д.                              | Менисковый телескоп                                                                           | 700                                                    | 2100                                         | Абастуманская АО |
| АСИ-1                                 | Астрономический спектральный инструмент 1                                                 | Иоаннисиани, Баграт Константинович                             | небулярный спектрограф                                                                        |                                                        |                                              | Бюраканская АО, Симеизская АО |
| АСИ-2                                 | Астрономический спектральный инструмент 2                                                 | Иоаннисиани, Баграт Константинович                             | Менисковый телескоп                                                                           | 500                                                    | 1200                                         | АО Каменское плато |
| АСИ-4                                 | Астрономический спектральный инструмент 4                                                 | Иоаннисиани, Баграт Константинович                             | Зеркально-линзовый анаберрационный телескоп Слюсарева-Иоаннисиани                             | 270/350                                                | 1500                                         | ГАО РАН |
| АСИ-5                                 | Астрономический спектральный инструмент 5                                                 | Иоаннисиани, Баграт Константинович                             | рефрактор с кварцевым бесщелевым спектрографом (системы О. А. Мельникова)                     | 250                                                    |                                              | неизвестно |
| АСП-3                                 | Астрономический спектральный прибор 3                                                     |                                                                | Спектрограф двухпризменный к ЗТЭ                                                              |                                                        |                                              | Крымская лаборатория ГАИШ (КРАО) |
| АСП-9                                 | Астрономический спектральный прибор 9                                                     |                                                                | Спектрограф однопризменный                                                                    |                                                        |                                              | |
| АСП-10                                | Астрономический спектральный прибор 10                                                    |                                                                | Спектрогелиоскоп-спектрогелиограф, горизонтальный солнечный телескоп                          | целостат = 225, объектив =140                          | 5350                                         | ГАИШ |
| АСП-11                                | Астрономический спектральный прибор 11                                                    | ЛОМО                                                           | Дифракционный спектрограф щелевой                                                             |                                                        |                                              | неизвестно |
| АСП-12                                | Астрономический спектральный прибор 12                                                    |                                                                | Дифракционный спектрограф вакуумный                                                           |                                                        |                                              | неизвестно |
| АСП-14                                | Астрономический спектральный прибор 14                                                    |                                                                | Спектрограф для неподвижного фокуса к ЗТШ с 3 камерами                                        |                                                        |                                              | ЗТШ (КРАО) |
| АСП-16                                | Астрономический спектральный прибор 16                                                    |                                                                | дифракционный спектрограф к АЗТ-8                                                             |                                                        |                                              | неизвестно |
| АСП-18                                | Астрономический спектральный прибор 18                                                    |                                                                | Спектрограф вакуумный к БСТ-1                                                                 |                                                        |                                              | КРАО |
| АСП-19                                | Астрономический спектральный прибор 19                                                    |                                                                | Дифракционный спектрограф к ЗТЭ                                                               |                                                        |                                              | Крымская лаборатория ГАИШ (КРАО) |
| АСП-20                                | Астрономический спектральный прибор 20                                                    |                                                                | Дифракционный спектрограф к АЦУ-5                                                             |                                                        |                                              | Коуровская обсерватория, Шемахинская обсерватория |
| АСП-21                                | Астрономический спектральный прибор 21                                                    |                                                                | Дифракционный спектрограф к АЗТ-8                                                             |                                                        |                                              | неизвестно |
| АСП-30                                | Астрономический спектральный прибор 30                                                    |                                                                | Спектрограф бесщелевой (к АЗТ-12)                                                             |                                                        |                                              | Обсерватория Тарту |
| АСП-32                                | Астрономический спектральный прибор 32                                                    |                                                                | Спектрограф к АЗТ-12                                                                          |                                                        |                                              | Обсерватория Тарту |
| АСП-33                                | Астрономический спектральный прибор 33                                                    |                                                                | Колориметр к АЗТ-11                                                                           |                                                        |                                              | КРАО |
| АСП-36                                | Астрономический спектральный прибор 36                                                    |                                                                | Спектрограф щелевой первичного фокуса к АЗТ-12                                                |                                                        |                                              | Обсерватория Тарту |
| АСП-37Б                               | Астрономический спектральный прибор 37Б                                                   | ЛОМО                                                           | Спектрограф                                                                                   |                                                        |                                              | неизвестно |
| АСП-38                                | Астрономический спектральный прибор 38                                                    | ЛОМО                                                           | Спектрограф                                                                                   |                                                        |                                              | неизвестно |
| АСТ-452                               |                                                                                           | Оптико — механическом завод в Дербышках (Казань)               | Менисковый телескоп                                                                           | мениск = 350, главное зеркало = 490                    | 1200                                         | АО им. Энгельгардта, Молетская АО, Шемахинская АО |
| АТ-64                                 | Астрономический Телескоп-64                                                               |                                                                | Зеркально-линзовый, сверхсветосильный, Рихтера-Слефогта                                       | 640 / 700                                              | 900                                          | КРАО |
| АТБ-1                                 | Астрономический телескоп башенный 1                                                       |                                                                | Вертикальный солнечный телескоп: целостаты и объектив                                         | Целостат = 400, главный объектив = 300                 | 15000 либо 19200                             | ГАИШ |
| АТБ-2                                 | Астрономический телескоп башенный 2                                                       | ЛОМО                                                           | Солнечный телескоп: целостаты и объектив                                                      |                                                        |                                              | неизвестно |
| АТБ-3                                 | Астрономический телескоп башенный 3                                                       | ЛОМО                                                           | Солнечный телескоп: целостаты и объектив                                                      | 380                                                    | 12920 либо 20520                             | ИЗМИРАН |
| АФМ-3                                 |                                                                                           |                                                                | Астрофотометр фотоэлектрический (модернизи- рованный)                                         |                                                        |                                              | неизвестно |
| АФМ-6                                 |                                                                                           |                                                                | Астрофотометр фотоэлектрический (модернизи- рованный)                                         |                                                        |                                              | неизвестно |
| АФМ-8                                 |                                                                                           | ЛОМО                                                           | Астрофотометр фотоэлектрический (модернизи- рованный)                                         |                                                        |                                              | неизвестно |
| АФМ-11                                |                                                                                           | ЛОМО                                                           | Астрофотометр фотоэлектрический (модернизи- рованный)                                         |                                                        |                                              | неизвестно |
| АФР-1                                 | Астрономический фотографический рефрактор 1                                               |                                                                | Астрограф астрометрический широкоугольный                                                     | 230                                                    | 2300                                         | ГАИШ, Обсерватория Майданак, НБО |
| АФР-2                                 | Астрономический фотографический рефрактор 2                                               |                                                                | Хромосферно-фотосферный телескоп (стандартный, два телескопа на одной монтировке!)            | Визуальный = 60 и Фотогра- фический = 130              | Визуальный = 5400 и Фотогра- фический = 9080 | Кисловодская горная астрономическая станция, Шемахинская обсерватория, Киевская обсерватория |
| АФР-3                                 | Астрономический фотографический рефрактор 3                                               |                                                                | Фотогелиограф                                                                                 | 130 / 200                                              | 6000 / 9100                                  | Шемахинская обсерватория, в здании НМЦАА в Тираполе |
| АФР-5                                 | Астрономический фотографический рефрактор 5                                               |                                                                | Лунно-планетная камера                                                                        |                                                        |                                              | неизвестно |
| АФР-10                                | Астрономический фотографический рефрактор 10                                              |                                                                | Камера прямого фотографирования в системе Кассегрена для АЗТ-12                               |                                                        |                                              | Обсерватория Тарту |
| АФР-18                                | Астрономический фотографический рефрактор 18                                              | ЛОМО                                                           | Рефрактор                                                                                     | 200                                                    | 2000                                         | Астрономическая обсерватория имени В. П. Энгельгардта |
| АФУ-75                                | Автоматическая Фотографическая Установка 75 или Автоматизированная спутниковая фотокамера |                                                                | Линзовая (7-ми линз. объектив "Уран") фотографическая камера                                  | 210                                                    | 736                                          | Звенигородская обсерватория, Ужгородская обсерватория, НБО, Гиссарская астрономическая обсерватория |
| АЦУ-5                                 | Астрономическое целостатное устройство 5                                                  |                                                                | Горизонтальный солнечный телескоп                                                             | 440 (целостат)                                         | 17500                                        | Коуровская АО, Пулковская АО, Шемахинская АО, ГАО НАНУ |
| АЦУ-26                                | Астрономическое целостатное устройство 26                                                 | ЛОМО                                                           | Горизонтальный солнечный телескоп                                                             | 650 (целостат)                                         | 17750                                        | Обсерватория Пик Терскол |
| АЧМ-2                                 | Астрономический часовой механизм 2                                                        |                                                                | Часовой механизм (без секундного контроля)                                                    |                                                        |                                              | неизвестно |
| АЧМ-3                                 | Астрономический часовой механизм 3                                                        |                                                                | Часовой механизм (с секундным контролем)                                                      |                                                        |                                              | неизвестно |
| БДСП                                  | Большой Дифракционный СПектрограф                                                         |                                                                | Дифракционный спектрограф                                                                     |                                                        |                                              | Горная станция ГАО (Кисловодск) |
| БПР                                   | Большой Пулковский Радиотелескоп                                                          | ГАО РАН                                                        | Радиотелескоп, рефлектор, прообраз РАТАН-600                                                  |                                                        |                                              | Пулковская обсерватория |
| БСА                                   | Большая сканирующая антенна                                                               |                                                                | Радиотелескоп                                                                                 | 187 х 384 м                                            |                                              | ПРАО |
| БСТ-1                                 | Башенный Солнечный Телескоп 1                                                             | ЛОМО                                                           | Башенный солнечный телескоп                                                                   | Целостат = 1200, Главное зеркало = 900                 | 50400                                        | КРАО |
| БСТ-2                                 | Башенный Солнечный Телескоп 2                                                             |                                                                | Башенный солнечный телескоп                                                                   | Целостат = 600, Главное зеркало = 450                  | 12000                                        | КРАО |
| БТА                                   | Большой Телескоп Азимутальный                                                             | ЛЗОС, ЛОМО, Иоаннисиани, Баграт Константинович                 | Рефлектор                                                                                     | 6000                                                   | 24000                                        | САО РАН |
| ВАУ                                   | Высокоточная Астрономическая Установка                                                    |                                                                | Менисковый супершмидт                                                                         | диаметр мениска = 500, диаметр главного зеркала = 1070 | 700                                          | Звенигородская обсерватория, Гиссарская астрономическая обсерватория |
| ГТ-48                                 | Гамма-телескоп-48                                                                         |                                                                | Рефлектор                                                                                     | 2×24×1 м                                               |                                              | КРАО |
| ДДА                                   | двойной длиннофокусный астрограф                                                          |                                                                | Рефрактор                                                                                     | 400                                                    | 5500                                         | ГАО НАНУ |
| ДКР-1000                              | Диапазонный Крестообразный Радиотелескоп 1000-метровый                                    |                                                                | Крест из двух параболических цилиндров, Радиотелескоп                                         | 2 х 1000 м х 40 м                                      |                                              | ПРАО |
| ДСА                                   | двойной светосильный астрограф                                                            |                                                                | Рефрактор                                                                                     | 400                                                    | 1600                                         | КРАО |
| ДФС-2                                 |                                                                                           |                                                                | Спектрограф                                                                                   |                                                        |                                              | ГАИШ |
| ДША                                   | Двойной Широкоугольный Астрограф                                                          | Carl Zeiss                                                     | 2 × Цейс-400, рефрактор, астрограф                                                            | 400                                                    | 2000                                         | ГАО НАНУ |
| ЗТА или 3ТА-2.6                       | Зеркальный Телескоп им. Амбарцумяна                                                       | ЛОМО                                                           | рефлектор параболический с ситалловым зеркалом                                                | 2640                                                   | 10164                                        | Бюраканская АО |
| ЗТФ-135                               | Зенит-телескоп Фрейберга-Кондратьева                                                      |                                                                |                                                                                               | 135                                                    | 1750                                         | Пулковская обсерватория |
| ЗТШ                                   | Зеркальный Телескоп Шайна                                                                 | ЛОМО, Иоаннисиани, Баграт Константинович                       | Рефлектор параболический                                                                      | 2600                                                   | F/4, F/16 и F/40                             | КРАО |
| ЗТЭ                                   | Зеркальный Телескоп Энгельгардта                                                          | ЛОМО                                                           | Рефлектор параболический, Кассегрена                                                          | 1250                                                   | 5000                                         | Крымская лаборатория ГАИШ, предназначался для Энгельдгардтовской обсерватории |
| К-380                                 | Кассегрен-380, экскурсионный                                                              |                                                                | Рефлектор Кассегрена                                                                          | 380                                                    |                                              | КРАО |
| КГ-1                                  |                                                                                           | Рефрактор                                                      | Коронограф солнечный внезатменный                                                             | 210                                                    | 3500                                         | КРАО |
| КГ-2                                  |                                                                                           | Рефрактор                                                      | Коронограф солнечный внезатменный                                                             | 530                                                    | 13000                                        | КРАО, Кисловодская горная станция (?), Уссурийская обсерватория, Абастумани |
| КСТ-50                                |                                                                                           |                                                                | Кинотеодолит                                                                                  | 450                                                    | 3000                                         | Звенигородская обсерватория |
| КТНА-200                              |                                                                                           |                                                                | Радиотелескоп                                                                                 | 25000                                                  |                                              | НЦУИКС |
| ЛД-1                                  | Лазерный Дальномер 1                                                                      | Астрономический институт Латвийского Гос. Университета         | телескоп системы Кассегрена, Лазерный дальномер                                               | 320                                                    |                                              | Ондржейове (ЧССР, 1972—1975гг), Познань (Польша, с 1975 года), Рижская обсерватория (1973—1974гг), Хелуане (Египет, с 1974 года), Патакамайя (Боливия, 1974 год), Кавалуре (Индия, 1976 год), Сантьяго де Куба (Куба, 1977 год), Симеизская обсерватория, Звенигородская обсерватория. |
| ЛД-2                                  | Лазерный Дальномер 2                                                                      | Астрономический институт Латвийского Гос. Университета         | телескоп системы Кассегрена, Лазерный дальномер                                               |                                                        |                                              | Рижская АО (1979 год), Ужгородская АО, Крыжановка |
| ЛД-3                                  | Лазерный Дальномер 3                                                                      | Астрономический институт Латвийского Гос. Университета         | Лазерный дальномер, Спутниковая лазерная локация                                              | 380                                                    | 350                                          | Звенигородская обсерватория |
| МА-9                                  | «Ромашка»                                                                                 |                                                                | Радиотелескоп, рефлектор, система приёма телеметрии                                           | 4 х 9 м                                                |                                              | НЦУИКС |
| МАСТЕР                                | Глобальная сеть телескопов-роботов МАСТЕР МГУ                                             | ОПТИКА                                                         | Гамильтон                                                                                     | 2 x 400 мм                                             |                                              | МАСТЕР-Амур МАСТЕР-Тунка МАСТЕР-Кисловодск МАСТЕР-Таврида МАСТЕР-SAAO МАСТЕР-IAC МАСТЕР-OAFA |
| МТМ-200                               |                                                                                           |                                                                | Менисковый телескоп                                                                           | 200                                                    | 2500                                         | |
| МТМ-500                               |                                                                                           |                                                                | Менисковый телескоп                                                                           | 500                                                    | 6500                                         | КРАО, Кисловодская ГАС ГАО (в ГАС ГАО параметры: 500/4200) |
| П-400 и П-400П                        | Приёмная-400 и Передающая-400                                                             |                                                                | Рефлектор, Радиотелескоп                                                                      | 32000                                                  |                                              | ВМРАЦ, НЦУИКС, ВЦДКС |
| ПМ IV - VI                            |                                                                                           |                                                                | Параллактические монтировки                                                                   |                                                        |                                              | |
| РАТАН-4                               | «Уран-4»                                                                                  | Одесская АО ОНУ                                                | Радиотелескоп                                                                                 |                                                        |                                              | Набл. станция ОНУ «Маяки» |
| РАТАН-600                             | РАдио Телескоп Академии Наук СССР диаметром 600 м                                         |                                                                | Рефлектор, Радиотелескоп                                                                      | 576000                                                 |                                              | САО РАН |
| РК-400                                | Ричи-Кретьен-400                                                                          | Одесская АО ОНУ                                                | Рефлектор Ричи — Кретьена                                                                     | 400                                                    | 2000                                         | Набл. станция ОНУ «Маяки» |
| РК-600                                | Ричи-Кретьен-600                                                                          | Одесская АО ОНУ                                                | Рефлектор Ричи — Кретьена, двухзеркальный телескоп                                            | 600                                                    | 4800                                         | Набл. станция ОНУ «Маяки» |
| РК-800                                | Ричи-Кретьен-800                                                                          | Одесская АО ОНУ                                                | Рефлектор Ричи — Кретьена                                                                     | 800                                                    | 10000                                        | Обсерватория Пик Терскол, КРАО, Набл. станция ОНУ «Маяки» |
| РТ-3                                  | РадиоТелескоп-3                                                                           |                                                                | Рефлектор, Радиотелескоп для наблюдений Солнца                                                | 3000                                                   |                                              | Кисловодская ГАС ГАО |
| РТ-7.5                                | РадиоТелескоп-7.5 или Радиотелескоп МГТУ им. Н. Э. Баумана                                |                                                                | Рефлектор, Радиотелескоп                                                                      | 7750                                                   |                                              | Дмитровский район, Подмосковье |
| РТ-14                                 | РадиоТелескоп-14                                                                          |                                                                | Рефлектор, Радиотелескоп, параболическое зеркало                                              | 14000                                                  |                                              | Старая Пустынь (Россия), Торунь (Польша), |
| РТ-15                                 | РадиоТелескоп-15                                                                          |                                                                | Рефлектор, Радиотелескоп, параболическое зеркало                                              | 15000                                                  |                                              | НИРФИ, Зименки, Нижегородская область |
| РТ-22                                 | РадиоТелескоп-22                                                                          |                                                                | Рефлектор, Радиотелескоп                                                                      | 22000                                                  |                                              | ПРАО, Симеизская обсерватория |
| РТ-25                                 | РадиоТелескоп-25                                                                          |                                                                | Рефлектор, Радиотелескоп                                                                      | 25000                                                  |                                              | Урумчи |
| РТФ-32                                | РадиоТелескоп Физический-32                                                               |                                                                | Рефлектор, Радиотелескоп                                                                      | 32000                                                  |                                              | Радиоастрономическая обсерватория «Зеленчукская», Радиоастрономическая обсерватория «Светлое», Радиоастрономическая обсерватория «Бадары», Ното (Италия) |
| РТ-64                                 | РадиоТелескоп-64                                                                          |                                                                | Рефлектор, Радиотелескоп                                                                      | 64000                                                  |                                              | «Калязин», «Медвежьи озера» |
| РТ-70                                 | Радиотелескоп П-2500, РадиоТелескоп-70                                                    |                                                                | Рефлектор, Радиотелескоп                                                                      | 70000                                                  |                                              | НЦУИКС, ВЦДКС, МРАО «Суффа» |
| РТТ-150 он же АЗТ-22                  | Российско-Турецкий Телескоп 150                                                           | ЛОМО                                                           | Рефлектор Ричи — Кретьена                                                                     | 1500                                                   | 11550                                        | Государственная обсерватория Турции |
| СБГ, SBG                              | астрогеодезический телескоп                                                               | Carl Zeiss                                                     | Камера Шмидта                                                                                 | 425/530                                                | 760                                          | Звенигородская АО, Ужгородская АО, Коуровская АО, Симеизская АО |
| СЛР ЛС-105, SLR LS-105                | Спутниковая лазерная локация, Satellite Laser Ranging                                     | Астрономический институт Латвийского Гос. Университета         | Рефлектор, лазерный дальномер, телескоп системы Кассегрена-Кудэ, Спутниковая лазерная локация | 1050                                                   | 11600                                        | АО Балдоне |
| СП-48                                 |                                                                                           |                                                                | Спектрограф                                                                                   |                                                        |                                              | Абастуманская АО |
| СП-72                                 |                                                                                           |                                                                | Спектрограф щелевой                                                                           |                                                        |                                              | ЗТШ (КРАО) |
| СП-79 и СП-80                         |                                                                                           |                                                                | Спектрограф бесщелевой                                                                        |                                                        |                                              | ЗТШ (КРАО) |
| ССРТ                                  | Сибирский Солнечный РадиоТелескоп                                                         |                                                                | Радиотелескоп, Радио- интерферометр                                                           | 2.5 м × 128 × 2                                        |                                              | Радиоастрофизическая обсерватория «Бадары» |
| СЭФ-1                                 |                                                                                           |                                                                | Малый горизонтальный специализи- рованный солнечный телескоп                                  | 300                                                    | 3000                                         | Обсерватория Пик Терскол |
| ТНА-400                               |                                                                                           |                                                                | Радиотелескоп, Рефлектор                                                                      | 32000                                                  |                                              | Школьное, Крым, НЦУИКС |
| ТПЛ-1М, ТПЛ-1, SLR                    | Satellite Laser Ranging                                                                   | Астрономический институт Латвийского Гос. Университета         | Рефлектор, лазерный дальномер, телескоп системы Кассегрена-Кудэ, Спутниковая лазерная локация | 1000                                                   | 11600 или 21000                              | Львов, ГАО НАНУ, Ужгородская обсерватория, Крыжановка, Симеизская обсерватория |
| Трал-К-2Н                             |                                                                                           |                                                                | Массив спиральных антенн                                                                      |                                                        |                                              | НЦУИКС |
| УТР-2                                 | Украинский РадиоТелескоп-2                                                                |                                                                | Радиотелескоп, Система дипольных антенн, «Т»                                                  | 1860 м × 50 м, 900 м × 50 м                            |                                              | Харьков |
| ФГ-1                                  | ФотоГелиограф стандартный                                                                 | ЛОМО                                                           | Менисковый телескоп                                                                           | 100                                                    | 8250                                         | АО Львовского университета |
| ФЗТ-2                                 | Фотографическая зенитная труба 2                                                          |                                                                |                                                                                               | 250                                                    | 3500                                         | Звенигородская АО |
| Ц-300                                 | Цейс-300                                                                                  | Carl Zeiss                                                     | Визуальный рефрактор                                                                          | 300                                                    | 4500                                         | ГАИШ |
| Ц-400                                 | Цейс-400                                                                                  | Carl Zeiss                                                     | Рефрактор, астрограф                                                                          | 400                                                    | 2000                                         | Звенигородская АО, СКАС, Гиссарская АО |
| Ц-400С                                | Цейс-400 Светосильный (Широкоугольный)                                                    | Carl Zeiss                                                     | Рефрактор, астрограф                                                                          | 400                                                    | 1600                                         | Крымская лаборатория ГАИШ |
| Ц-600                                 | Цейс-600                                                                                  | Carl Zeiss                                                     | Кассегрен                                                                                     | 600                                                    | 7200                                         | Звенигородская АО, АО Пик Терскол, САО РАН, Шемахинская АО, АО Майданак, Крымская лаборатория ГАИШ, НБО, Симеизская АО, АО Тарту |
| Ц-1000                                | Цейс-1000                                                                                 | Carl Zeiss                                                     | Рефлектор Ричи — Кретьена                                                                     | 1000                                                   | 13500                                        | САО РАН, АО Майданак, Симеизская АО, АО Ассы-Тургень, Тянь-Шаньская АО — 2 телескопа. |
| Ц-2000                                | Цейс-2000                                                                                 | Carl Zeiss                                                     | Рефлектор                                                                                     | 2000                                                   |                                              | АО Пик Терскол, Шемахинская АО |
| ЧМ-1                                  | Часовой механизм 1                                                                        |                                                                | Часовой механизм гиревой                                                                      |                                                        |                                              | |
| Meade LX-200                          |                                                                                           | Meade                                                          | Шмидт — Кассегрен                                                                             | 406                                                    | 4064                                         | АО НИАИ СПбГУ |
| ORI-22 или «betaORI»                  |                                                                                           | Геннадий Борисов (Крымская лаборатория ГАИШ, п. Научный, Крым) | поисково — обзорный телескоп Рихтера — Слефогта — Теребижа                                    | 220                                                    | 520                                          | Уссурийская АО ДВО РАН |
| ORI-25                                |                                                                                           | Геннадий Борисов (Крымская лаборатория ГАИШ, п. Научный, Крым) | система Гамильтона                                                                            | 250                                                    | 625                                          | создан под проект Роскосмоса |
| GAS-250                               |                                                                                           | Анатолий Санкович (Москва)                                     | система Гамильтона                                                                            | 250                                                    | 740                                          | Уссурийская АО ДВО РАН |
| VT-40/500                             |                                                                                           | Геннадий Борисов (Крымская лаборатория ГАИШ, п. Научный, Крым) | система Гамильтона                                                                            | 500                                                    | 1150                                         | Уссурийская АО ДВО РАН |
| VT-15e                                |                                                                                           | Геннадий Борисов (Крымская лаборатория ГАИШ, п. Научный, Крым) | объектив Теребижа-Борисова                                                                    | 125                                                    | 204                                          | Уссурийская АО ДВО РАН |
| АСТ-1200                              |                                                                                           | СССР                                                           | Кассегрен с корректором и сегментированным главным зеркалом, 1978г.                           | 1200                                                   | 12000                                        | КрАО РАН |